# Menhir von Skahard
Der Menhir von Skahard steht etwa 500 m südöstlich der Menhire von High Park, hinter einem modernen Haus im Townland Skahard (irisch  An Sceach Ard) bei Caherconlish, südöstlich von Limerick im County Limerick in Irland. 
Es gab früher einen Cillín (Grabplatz für Kinder) in der Nähe und vor 1850 haben Arbeiter erfolglos versucht den Menhir, der noch das Bohrloch und die Folgen der Sprengung als Riefen zeigt, zu zerstören. Der Menhir ist marmoriert, konisch geformt, hat eine Höhe von etwas über 1,9 m und 1,6 m Durchmesser.